# Abbazia di Kelso
L'abbazia di Kelso (in inglese, Kelso Abbey) è un'abbazia scozzese costruita nel XII secolo da una comunità di monaci tironensi (monaci benedettini originari dell'Abbazia di Tiron, vicino a Chartres, in Francia) che si erano trasferiti dalla vicina Abbazia di Selkirk.

## Storia
I monaci costruirono l'abbazia su un terreno concesso loro dal re Davide I. La costruzione cominciò nel 1128 e, quando l'abbazia fu completata, nel 1143, fu dedicata alla Beata Vergine Maria e a san Giovanni apostolo.

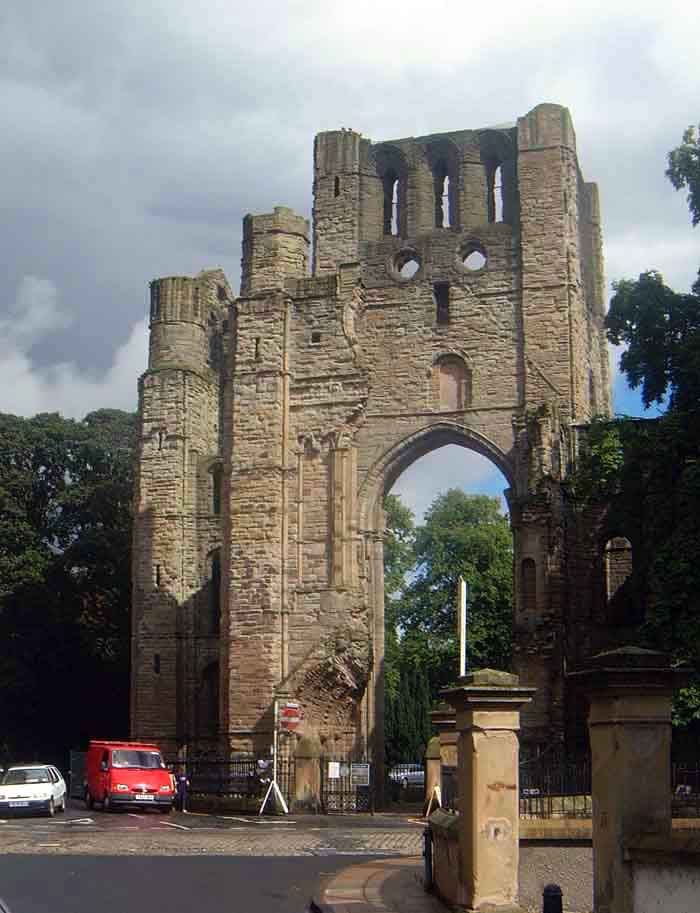
L'abbazia di Kelso

L'abbazia di Kelso presto divenne una delle più grandi e ricche della Scozia; molte delle sue entrate provenivano dalle vaste tenute nella regione di confine tra Scozia e Inghilterra. L'importanza dell'abbazia in quell'epoca fu evidente quando re Giacomo III di Scozia fu incoronato nell'abbazia nel 1460. Tuttavia, a causa la vicinanza stretta dell'abbazia al confine con l'Inghilterra, soffrì danni per le razzie tra confinanti. Fu danneggiata per la prima volta durante le guerre anglo-scozzesi all'inizio del primo decennio del Trecento, ma fu in seguito riparata dai monaci.
L'abbazia subì seri danni durante la campagna "Rough Wooing" (la disputa su Maria Stuarda) del conte di Hertford contro la Scozia tra il 1544 ed il 1547, che causò una notevole distruzione di molte delle abbazie della Scozia meridionale, comprese quelle di Melrose, Dryburgh e Jedburgh. Dopo l'avvio della Riforma protestante in Scozia, nel 1560, l'abbazia di Kelso non avrebbe avuto possibilità di essere recuperata e ricostruita. A seguito di ulteriori attacchi e danneggiamenti, l'abbazia fu ufficialmente dichiarata derelitta nel 1587.
Dopo la fine della Riforma, l'abbazia fu in parte usate come chiesa parrocchiale tra il 1647 ed il 1771, mentre altre parti della struttura furono smantellate ed usate come fonte di pietra dagli abitanti locali per edifici nella città di Kelso. Nel 1805 fu eliminata la maggior parte dei resti ancora esistenti, lasciando solo la torre occidentale ed il suo transetto, ancora visibili oggi. Più recentemente, nel 1933, è stato aggiunto un convento in memoria di Henry John Innes-Ker, ottavo duca di Roxburghe, costruito secondo lo stile originale dei conventi di quando fu costruita per la prima volta l'abbazia.